# Lenartov
Lenartov es un municipio del distrito de Bardejov en la región de Prešov, Eslovaquia, con una población estimada a final del año 2024 de 1232 habitantes.
Se encuentra ubicado en el centro-norte de la región, cerca del río Topľa (cuenca hidrográfica del río Tisza) y de la frontera con Polonia.

## Demografía
| Año        | 1994 | 2004     | 2014     | 2024  |
| ---------- | ---- | -------- | -------- | ----- |
| Población  | 786  | 984      | 1100     | 1232  |
| Diferencia |      | +25,19 % | +11,78 % | +12 % |

| Año        | 2023 | 2024    |
| ---------- | ---- | ------- |
| Población  | 1217 | 1232    |
| Diferencia |      | +1,23 % |